# Riikka Slunga-Poutsalo
Riikka Pirjo Maaria Slunga-Poutsalo, född 23 april 1971 i Nedertorneå, är en finländsk politiker (Sannfinländarna) och företagare. Hon är ledamot av Finlands riksdag sedan 2019. Hon var Sannfinländarnas partisekreterare 2013–2019.
Slunga-Poutsalo blev invald i riksdagsvalet 2019 med 4 266 röster från Nylands valkrets.